# Eagle Bend
Eagle Bend – miasto w Stanach Zjednoczonych, w stanie Minnesota, w hrabstwie Todd.